# Oorlog-stories (2020)
Oorlog-stories, door het latere vervolg soms ook Oorlog-stories 1 genoemd, is een Nederlands online-dramaserie van de EO dat in 2020 uitgezonden werd op de online kanalen van NPO Zapp. De serie werd geregisseerd door David Cocheret en werd in 2022 opgevolgd door een losstaande serie onder dezelfde naam.

## Verhaal
In de serie staat de Tweede Wereldoorlog centraal en krijgt de kijkers te zien hoe een tienermeisje haar verhalen zou delen als ze tijdens de Tweede Wereldoorlog sociale media hadden.
De serie volgt het verhaal van het vijftienjarige Joodse meisje Esther die een videodagboek bijhoudt tijdens de Tweede Wereldoorlog, terwijl ze uit de handen probeert te blijven van de Nazi's. 
Dit gaat Esther goed af, mede door de hulp van mevrouw Van der Molen waarbij ze mag onderduiken.

## Rolverdeling
| acteur               | personage             |
| -------------------- | --------------------- |
| Claudia Kanne        | Esther                |
| Thijs Boermans       | Freek                 |
| Kees Boot            | vader                 |
| Ellie de Lange       | Mieke                 |
| Isa Hoes             | mevrouw Van der Molen |
| Marc Krone           | meneer Van der Molen  |
| Luna Kroon           | Sofie                 |
| Sandra Mattie        | moeder                |
| Isa van Berkel       | Lydia                 |
| Aram van de Rest     | Herr Stern            |
| Rein van Duivenboden | Otto                  |
| Thom Vendrik         | Max                   |

## Achtergrond
Oorlog-stories is gebaseerd op het oorlogsdagboek Het verhaal van Edith van Edith Velmans-Van Hessen, die in de Tweede Wereldoorlog uit de handen van de Nazi's wist te blijven. De serie werd geregisseerd door David Cocheret en geschreven door Willem Bosch en Yannick de Waal, ze werden geïnspireerd door het Israëlische-serie eva_stories; waarin een Brits meisje haar volgers mee op reis nam tijdens de Holocaust.
De eerste aflevering van de serie werd op 14 april 2020 uitgezonden op de online-kanalen van NPO Zapp en bestond uit vier afleveringen. De hoofdrollen werden vertolkt door Claudia Kanne en Thijs Boermans.
Op 8 april 2022 werd de serie opgevolgd door een losstaande serie die onder dezelfde naam werd uitgezonden.

## Prijzen
In oktober 2020 wist de serie een Cinekid Leeuw te winnen in de categorie Beste Nederlandse Fictieserie. Ruim een half jaar later, in mei 2021, wist de serie ook een Dutch Interactive Award te winnen in de categorie Beste interactieve online werk. In juni 2021 wist de serie tevens een Rockie Award in de categorie Live Action: Youth 11-17 te winnen op het BANFF World Media Festival in Canada.